# Seznam ambasadorjev Republike Slovenije v znanosti
Seznam ambasadorjev Republike Slovenije v znanosti.

## 1991
- Robert Blinc - fizika trdne snovi
- Ivan Bratko - umetna inteligenca
- Vinko Dolenc - nevrokirurgija
- Aleksandra Kornhauser - kemijsko izobraževanje in informatika
- Dušan Mlinšek - gozdarstvo
- Slavoj Žižek - filozofija

## 1992
- Lidija Andolšek - ginekologija
- Janez Peklenik - proizvodni sistemi
- Gabrijel Kernel - fizika osnovnih delcev
- Vladimir Klemenčič - socialna in politična geografija

## 1993
- Vinko Kambič - otorinolaringologija
- Vid Pečjak - psihologija
- Anton Trstenjak - psihologija/teologija
- Vito Turk - biokemija

## 1994
- France Bernik - literarna zgodovina
- Stane Pejovnik - kemija
- Zvonko Fazarinc - elektrotehnika
- Dušan Keber - gerontologija
- Slavko Splichal - komunikologija

## 1995
- Drago Kolar - kemijska tehnologija
- Rado L. Lenček - primerjalno jezikoslovje
- Dušan Repovš (matematik) - matematika
- Veljko Rus - sociologija
- Miha Tišler - organska kemija

## 1996
- Janez Levec - kemijsko inženirstvo
- Boris Paternu - slavist
- Ciril Rozman - interna medicina
- Ivan Turk - ekonomija

## 1997
- Nada Lavrač
- Uroš Skalerič
- Danilo Zavrtanik
- Silvo Devetak
- Anuška Ferligoj

## 1998
- Milica Kacin-Wohinz - zgodovina
- Berta Jereb - medicina
- Jože Pogačnik - slavistika

## 1999
- Andreas Moritsch - zgodovina
- Dušanka Janežič - matematika
- Jože Krašovec - teologija

## 2000
- Ludvik Toplak - pravo
- Alojz Šercelj - biologija in geologija
- Zoran Marij Arnež – medicina

## 2001
- Boris Žemva - anorganska kemija
- Igor Emri - mehanika
- Aleš Debeljak - kulturologija

## 2002
- Marjan Svetličič - mednarodni odnosi
- Pavel Poredoš - medicina
- Milena Horvat - analizna kemija

## 2003
- Marija Kosec - materiali
- Damijan Miklavčič - elektrotehnika
- Jože Trontelj - nevrologija

## 2004
- Hanno Hardt - komunikologija
- Nikolaj Torelli - gozdarstvo
- Vera Pompe Kirn - epidemiologija
- Aleš Leonardis - računalniški vid

## 2005
- Aloiz Kralj
- Ivan Kreft
- Anton Gosar
- Alojzij (Lojze) Marinček

## 2006
- Črtomir Zupančič

## 2007
- Andrej Šali
- Jože Pirjevec

## 2008
- Matija Peterlin, profesor interne medicine, mikrobiologije, imunologije in vodja Laboratorija molekulske biologije ter imunologije na Kalifornijski univerzi v San Franciscu, ZDA. Je svetovno znan raziskovalec človeškega virusa imunske pomanjkljivosti poznane po imenu AIDS. Prejel je tudi nemško nagrado Aleksandra von Humboldta za virologijo. Je tudi častni profesor na Univerze v Ljubljani, predava pa tudi na podiplomski šoli Instituta Jožef Štefan. Od leta 2005 je izredni član SAZU.

## 2009
- Bojan Mohar, redni profesor matematike na Fakulteti za matematiko in fiziko Univerze v Ljubljani, ki od leta 2005 deluje kot "Canada Research Chair" na univerzi Simona Frazerja v Vancouvru v Kanadi.

## 2010
Priznanje ni bilo podeljeno.

## 2011
- Jože Straus, tržaški Slovenec, mariborski gimnazijec, diplomant Pravne fakultete Univerze v Ljubljani in doktor Univerze Ludwiga Maximiliana, ki od leta 1962 živi in znanstveno deluje v Münchnu in tudi drugod. Od leta 1973 je raziskovalec na Inštitutu Maxa Plancka za pravo intelektualnih dobrin in konkurenčno pravo.

## 2012
- Jure Piškur, celjski gimnazijec, diplomant Biotehniške fakultete Univerze v Ljubljani je več kot 25 let deloval in živel v tujini. Leta 1988 je doktoriral na Avstralski narodni univerzi v Canberri. Po vrnitvi v Evropo je ustanovil svojo skupino na Oddelku za genetiko na Univerzi v Köbenhavnu. Od leta 2004 je deloval na Švedskem kot profesor molekularne genetike Univerze v Lundu. Glavna raziskovalna področja so metabolizem gradnikov nukleinskih kislin, zdravljenje raka, primerjalna genomika in molekularna evolucija kvasovk.[1]

## 2013[2]
- Tanja Dominko, izredna profesorica na Worcestrskem politehničnem inštitutu v ZDA. Je svetovno priznana znanstvenica za raziskave matičnih celic, regenerativne medicine in tkivnega inženirstva, soavtorica vrste patentov za uporabo somatskih matičnih celic in tkivnega inženirstva ter ustanoviteljica in dolgoletna voditeljica biotehnološkega podjetja.

## 2014[3]
- Urška Vrhovšek, izredna profesorica že 20 let živi in znanstveno deluje v tujini, pri čemer ves čas ohranja intenzivne strokovne stike z domovino. Je mednarodno priznana znanstvenica s področja živilske kemije in metabolomike.
- Jure Leskovec je profesor računalništva na Univerzi Stanford v ZDA. Tema njegovega raziskovalnega dela so velika družbena in informacijska omrežja ter družbeni mediji. Razvija statistične modele, ki opisujejo in napovedujejo vedenje ljudi ter razširjanje informacij v velikih spletnih sistemih, kot sta Facebook in Twitter.

## 2015[4]
- Matija Strlič za prispevek k razvoju in ugledu Slovenije v znanosti in visokem šolstvu. Deluje kot redni profesor na področju znanosti za dediščino na Univerzitetnem kolidžu v Londonu in je tudi redni profesor analizne kemije na Univerzi v Ljubljani.

## 2016[5]
- Sara Dolničar
- Gregor Cevc
- Igor Gregorič

## 2017
Priznanje ni bilo podeljeno

## 2018
- Bogdan Povh[7]

## 2019
- Marc L. Greenberg[8]

## 2020
- Boštjan Kobe

## 2021
- Saša Bajt

## 2022
- Nataša Obermajer

## 2023
- Maruša Bradač

## 2024
- Kristina Djinović-Carugo